# Dani Dayan
Dani Dayan (en hebreo: דני דיין‎; nacido en 1955 en Buenos Aires) es el presidente del Directorio Ejecutivo de Yad Vashem y fue un líder político israelí, empresario y promotor de los asentamientos israelíes en los territorios palestinos ocupados. Se desempeñó como el presidente del Consejo Yesha entre 2007 y 2013. Dicho consejo nuclea a las autoridades de los asentamientos israelíes en Cisjordania, Jerusalén Oriental y los Altos del Golán.
En 2013, dimitió como presidente del Consejo Yesha para respaldar a Benjamin Netanyahu como primer ministro israelí. Dayan fue nombrado posteriormente como Jefe Enviado Exterior del Consejo Yesha, como el único representante oficial del movimiento de asentamientos israelíes ante la comunidad internacional. En 2015 fue nombrado embajador de Israel en Brasil, siendo rechazado por el gobierno brasileño.
Descrito por The New York Times como «mundano y pragmático» y «el líder más eficaz que los colonos han tenido», Dayan es percibido por muchos como «la cara» del movimiento de asentamientos israelíes ante la comunidad internacional. Sus publicaciones ha aparecido en medios como The New York Times, Los Angeles Times, The Boston Globe, USA Today, The Guardian, Haaretz, The Times of Israel y The Jerusalem Post.

## Primeros años
Dayan nació en Buenos Aires, Argentina. Él y su familia emigraron a Israel en 1971, cuando tenía 15 años, estableciéndose en Tel Aviv Dayan estuvo más de siete años en el Ejército de Israel. Es primo de la periodista Ilana Dayan, también nacida en Argentina.
Estudió Economía y Ciencias de la Computación de la Universidad Bar Ilán y Finanzas de la Universidad de Tel Aviv. En ambas universidades tiene un Bachelor of Science. Tiene el grado de Mayor en las Fuerzas de Defensa de Israel.

## Carrera política
Fue miembro del Comité Ejecutivo del Consejo Yesha durante ocho años, antes de ser elegido presidente el 13 de julio de 2007. Como presidente encabezó la lucha de los colonos contra la congelación de los asentamientos en 2010. Tras su elección, Dayan comenzó la transformación de la consejo en un lobby político eficaz, siguiendo el modelo de los grupos de presión políticos de Estados Unidos. Dayan dimitió en 2013, pero al mismo tiempo creó un nuevo puesto para sí mismo como «la cara exterior» del movimiento de colonos. Se opone a una solución de dos estados, y cree que aferrarse a Cisjordania es el mejor interés de Israel.
En marzo de 2015 fue candidato a un escaño en el Knéset, sin tener éxito. También había sido candidato en 1988 y 1992.

## Carrera diplomática

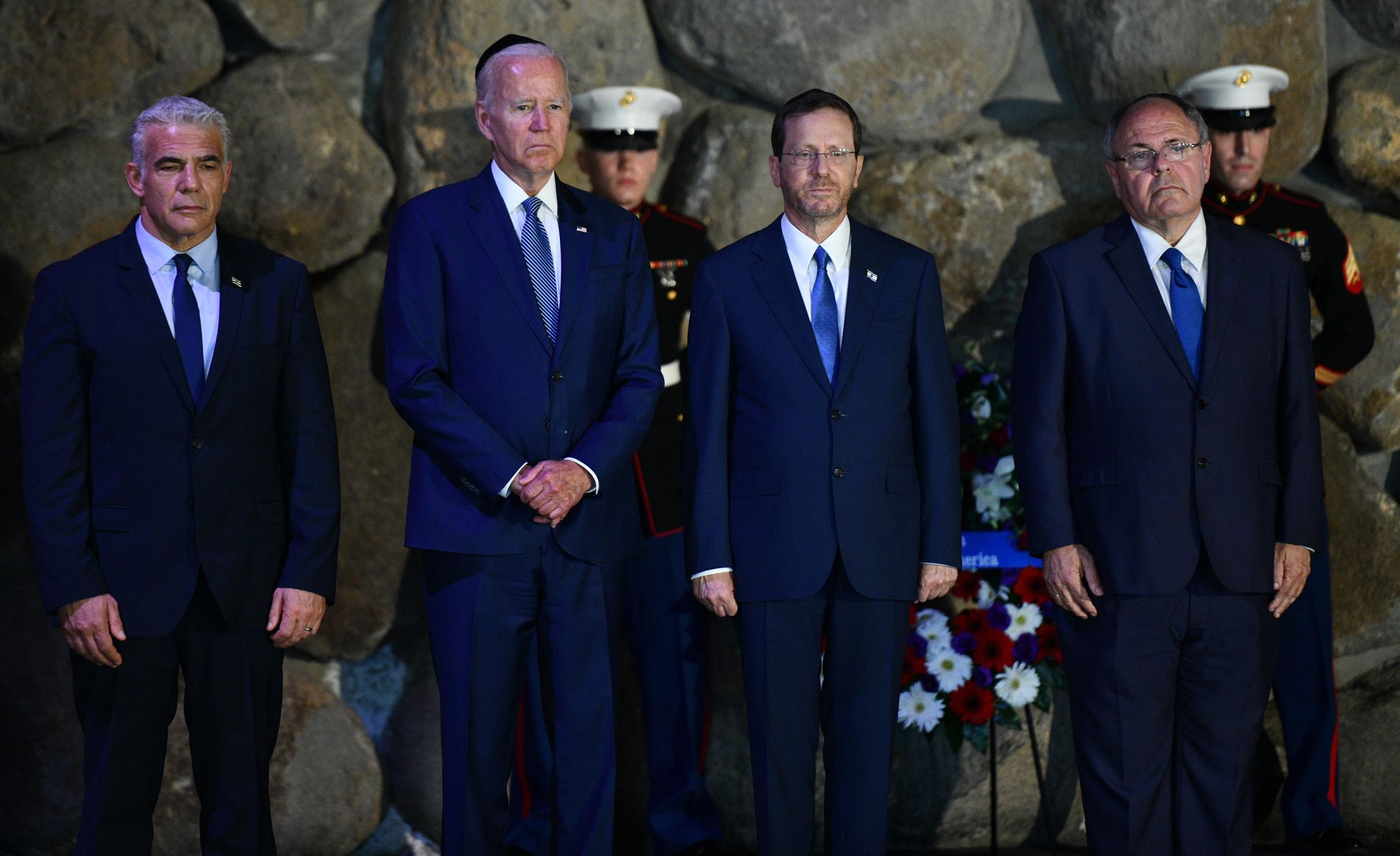
Dayan con el presidente estadounidense Joe Biden, Yad Vashem, julio de 2022.

En agosto de 2015 Dayan fue nombrado por el primer ministro israelí Benjamin Netanyahu para ser el embajador en Brasil, en espera de la aprobación del gobierno brasileño. Netanyahu realizó el anuncio mediante la red social Twitter. Dayan reemplazaría así a Reda Mansour.
Preocupado por su trayectoria política como representante de las comunidades de asentamientos israelíes, el gobierno brasileño ha retrasado su aprobación al nombramiento de Dayan durante meses, lo que desató una crisis diplomática entre ambos países. Además, su nombramiento se ha enfrentado a la oposición de los sectores izquierdistas de la coalición política gobernante de Brasil, así como movimientos sociales.
Debido al rechazo de la presidenta brasileña Dilma Rouseff a conceder a Dayan el plácet como Embajador de Israel, se estalló un conflicto diplomático entre los dos países. En diciembre de 2015 la viceministra de Relaciones Exteriores israelí Tzipi Hotovely anunció que se tomarían medidas para aplicar más presión hacia Brasil para aprobar el nombramiento de Dayan al cargo.

Ellos no pueden vetar a Dayan sólo por el hecho de ser un colono. Si no lo aceptan, crearán una crisis, y es mejor que no lleguemos a ese punto. [...] Nunca en la historia tuvimos una situación en la cual un embajador no fue aceptado por sus posturas ideológicas.
Tzipi Hotovely

En enero de 2016, cuarenta diplomáticos de Brasil jubilados y de todas las esferas políticas lanzaron un manifiesto de apoyo al gobierno de Brasil y de rechazo al accionar de Israel.
Cabe destacar que Brasil ha reprobado los asentamientos y le ha solicitado al gobierno israelí que frene su expansión. También ha sido uno de los grandes países que reconoció al Estado de Palestina (en 2010).

## Vida personal
A pesar de ser una figura clave en el movimiento de los asentamientos judíos, Dayan es judío secular, aunque no es ateo. Actualmente vive en, Ma'ale Shomron, un asentamiento israelí en Cisjordania.